# Eisen Flügel
Eisen Flügel (アイゼンフリューゲル Aizenfuryūgeru?) es una serie de novelas ligeras japonesas escritas por Gen Urobuchi e ilustradas por Higashiguchi Chūō. La serie se publicó en dos volúmenes bajo el sello de novelas ligeras Gagaga Bunko de Shogakukan de julio a diciembre de 2009. También se adaptó a una serie de manga ilustrada por Anno Nanakamado, que se serializó desde mayo de 2016 hasta septiembre de 2018. Una adaptación a película de anime de A-1 Pictures ha sido anunciada.

## Contenido de la obra

### Novelas ligeras
Escrita por Gen Urobuchi e ilustrada por Higashiguchi Chūō, la serie se publicó en dos volúmenes bajo el sello de novelas ligeras Gagaga Bunko de Shogakukan del 17 de julio de 2009 al 18 de diciembre de 2009.

#### Lista de volúmenes
| Volúmenes de novelas ligeras publicadas | Volúmenes de novelas ligeras publicadas | Volúmenes de novelas ligeras publicadas |
| Número                                  | Fecha de lanzamiento                    | ISBN                                    |
| --------------------------------------- | --------------------------------------- | --------------------------------------- |
| 1                                       | 17 de julio de 2009                     | ISBN 978-4-09-451146-8                  |
| 2                                       | 18 de diciembre de 2009                 | ISBN 978-4-09-451180-2                  |

### Manga
Una adaptación a manga ilustrada por Anno Nanakamado comenzó a serializarse en la revista Hibana de Shogakukan el 7 de mayo de 2016. El 24 de septiembre de 2017, después de que la revista dejara de publicarse el 7 de agosto de 2017, la serie se trasladó a la aplicación MangaONE de Shogakukan, donde continuó hasta el 23 de septiembre de 2018. Se recopiló en cuatro volúmenes tankōbon, publicado entre el 23 de septiembre de 2016 y el 12 de noviembre de 2018.

##### Lista de volúmenes
| Volúmenes de manga publicados | Volúmenes de manga publicados | Volúmenes de manga publicados |
| Número                        | Fecha de lanzamiento          | ISBN                          |
| ----------------------------- | ----------------------------- | ----------------------------- |
| 1                             | 23 de septiembre de 2016      | ISBN 978-4-09-187827-4        |
| 2                             | 7 de abril de 2017            | ISBN 978-4-09-189399-4        |
| 3                             | 19 de septiembre de 2018      | ISBN 978-4-09-189839-5        |
| 4                             | 12 de noviembre de 2018       | ISBN 978-4-09-860175-2        |

### Película de anime
El 24 de septiembre de 2022, durante el evento Aniplex Online Fest 2022, se anunció una adaptación cinematográfica de anime producida por A-1 Pictures. La película está dirigida por Daizen Komatsuda, con Seiji Mizushima como director en jefe, Yukie Sugawara escribiendo el guion junto con Mizushima, Keigo Sasaki adaptando los diseños de personajes originales de Takashi Takeuchi para la animación, Kanetaki Ebikawa, Takayuki Yanase y Fumihiro Katagai como diseñadores mecánicos, Tatsuya Yoshikawa como diseñador de dragones y Yuki Kajiura componiendo la música.